# جين بابتيست بيرازي

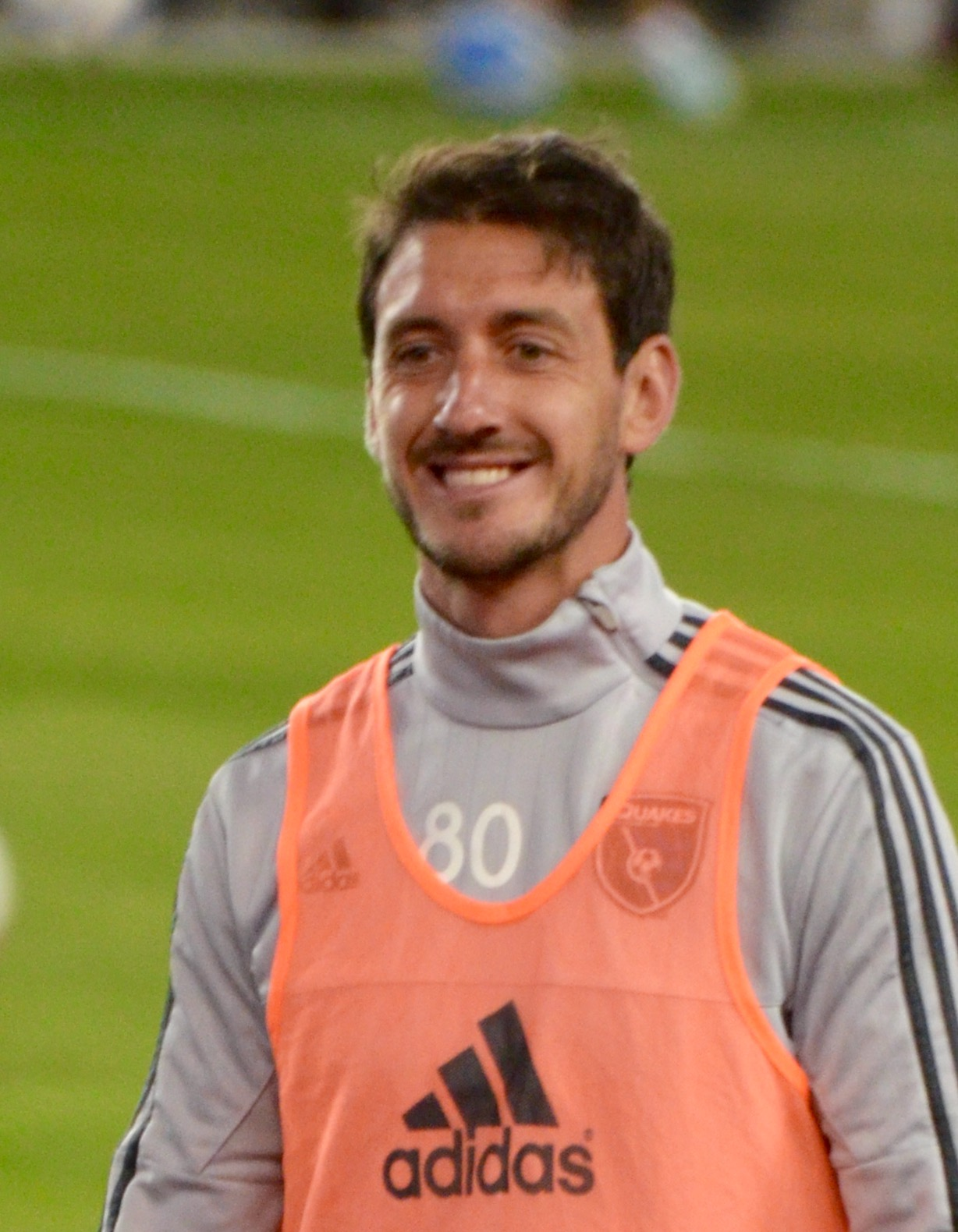

جين بابتيست بيرازي  (بالفرنسية: Jean-Baptiste Pierazzi)‏ (مواليد 17 يونيو 1985 بأجاكسيو في فرنسا) لاعب كرة قدم يجيد اللعب في خط الوسط. يلعب حاليا لصالح نادي أجاكسيو فرنسا.

## وصلات خارجية
- جين بابتيست بيرازي على موقع رابطة كرة القدم الفرنسية للمحترفين (الإنجليزية)
- جين بابتيست بيرازي على موقع الدوري الأمريكي (الإنجليزية)
- جين بابتيست بيرازي على موقع قاعدة بيانات كرة القدم.إي يو (الإنجليزية)
- جين بابتيست بيرازي على موقع ليكيب (الفرنسية)
- جين بابتيست بيرازي على موقع AS.com (الإسبانية)

1. ↑  "معلومات عن جين بابتيست بيرازي على موقع mlssoccer.com". mlssoccer.com. مؤرشف من الأصل في 2020-08-15.
2. ↑  "معلومات عن جين بابتيست بيرازي على موقع resultados.as.com". resultados.as.com. مؤرشف من الأصل في 2020-08-11.
3. ↑  "معلومات عن جين بابتيست بيرازي على موقع lfp.fr". lfp.fr. مؤرشف من الأصل في 2017-11-17.